# May-Britt Moser
May-Britt Moser (født 4. januar 1963 i Fosnavåg) er en norsk psykolog og professor ved Norges teknisk-naturvitenskapelige universitet (NTNU), hvor hun er leder for Senter for nevrale nettverk ved det medicinske fakultet. Hun modtog i 2014 Nobelprisen i medicin sammen med sin ægtefælle Edvard Moser og deres faglige mentor John O'Keefe, der lagde grunden til den forskning, som de fik prisen for.

## Uddannelse og forskning
Moser er uddannet i psykologi (cand.psychol.) fra Universitetet i Oslo. Hendes doktorgrad i neurofysiologi fra 1995 ved Universitetet i Oslo var vejledet af Per Andersen. I 1996 blev hun førsteamanuensis i biologisk psykologi ved NTNU og i 2000 professor i neurovidenskab. Hun har særlig bidraget indenfor studiet af hippocampus, med særlig vækt på hukommelse og evne til rumlig orientering.
I 2005 opåede hun og ægtefællen, der dengang arbejdede på Senter for hukommelsesbiologi (CBM), et gennembrud i parrets forskning, da de påviste en hidtil ukendt type nervecelle i hjernen kaldet gittercelle. Denne type celler er vigtige for stedsansen og evnen til at orientere os i et landskap. Moser-ægteparrets forskning kan bidrage til at forklare, hvorledes hukommelse skabes i hjernen, og hvorfor minder om hændelser ofte involverer associationer til rum, gade eller landskab som mindet er forbundet med.
Moser blev i 2014 som den første norske kvinde valgt ind som foreign associate i det amerikanske videnskabsakademi National Academy of Sciences. Hun er også medlem af Det Kongelige Norske Videnskabers Selskab.